# Мар’їно (Козельський район)
Мар’їно (рос. Марьино) — присілок в Козельському районі Калузької області Російської Федерації.
Населення становить 1 особу. Входить до складу муніципального утворення Місто Сосенський.

## Історія
Від 2004 року входить до складу муніципального утворення Місто Сосенський.

## Населення
| 2002 | 2010 |
| ---- | ---- |
| 7    | ↘1   |